# Невестин вео (каскада)
Невестин вео (мађ. Fátyol-vízesés), су водене каскаде у Мађарској у Хевеш жупанији на падинама Салајке (мађ. Szalajka-völgy), у близини града Силвашварада (мађ. Szilvásvárad).
Дужине од неколико десетина метара, терасастог облика подсећа на невестин вео, управо због чега је и добио своје име.